# Mistrzostwa Świata Juniorek w Hokeju na Lodzie 2022 (elita)
Mistrzostwa Świata Juniorek w Hokeju na Lodzie Elity 2022 odbyły się w dniach od 6 do 13 czerwca 2022 w Stanach Zjednoczonych.

## Organizacja
Jako miasta organizatorów i obiekty wybrano: Madison (LaBahn Arena) i Middleton (Bob Suter's Capitol Ice Arena).

## Grupa A
Tabela
| Lp. | Zespół            | M | Pkt | Z | Zd | Pd | P | G+ | G- | +/− |
| --- | ----------------- | - | --- | - | -- | -- | - | -- | -- | --- |
| 1   | Stany Zjednoczone | 3 | 9   | 3 | 0  | 0  | 0 | 18 | 1  | +17 |
| 2   | Finlandia         | 3 | 3   | 1 | 0  | 0  | 2 | 5  | 9  | -4  |
| 3   | Kanada            | 3 | 3   | 1 | 0  | 0  | 2 | 3  | 10 | -7  |
| 4   | Szwecja           | 3 | 3   | 1 | 0  | 0  | 2 | 6  | 12 | -6  |

    = awans do półfinałów     = awans do ćwierćfinałów
Wyniki
| 6 czerwca 2022 | Kanada | 0:2 | Finlandia | LaBahn Arena, Madison |

| Szczegóły      | Szczegóły   | Szczegóły       | Szczegóły                                  | Szczegóły |
| -------------- | ----------- | --------------- | ------------------------------------------ | --- |
| Godzina: 16:00 |             | (0:0, 0:1, 0:1) | 37:49 (EQ) A. Eronen 45:52 (PP2) O. Havana | Widzów: 1035 Sędzia główny: Charlotte Hurley Amy Martin Sędziowie liniowi: Magali Anex dit Chenaud Eva Mária Moleková |
| Godzina: 16:00 | 12 min. kar |                 | 4 min. kar                                 | Widzów: 1035 Sędzia główny: Charlotte Hurley Amy Martin Sędziowie liniowi: Magali Anex dit Chenaud Eva Mária Moleková |

| 6 czerwca 2022 | Szwecja | 1:6 | Stany Zjednoczone | LaBahn Arena, Madison |

| Szczegóły      | Szczegóły              | Szczegóły       | Szczegóły | Szczegóły |
| -------------- | ---------------------- | --------------- | --- | --- |
| Godzina: 20:00 | E. Hedqvist (PP) 41:23 | (0:4, 0:1, 1:1) | 03:09 (PP) L. Edwards 08:30 (EQ) C. Hall 09:17 (EQ) C. Hall 17:18 (EQ) J. St. Martin 37:55 (SH) E. Biederman 55:12 (PP) T. Janecke | Widzów: 1071 Sędzia główny: Gabriela Malá Michelle Stapleton Sędziowie liniowi: Laura Gutauskas Adrienn Paulheim |
| Godzina: 20:00 | 14 min. kar            |                 | 14 min. kar | Widzów: 1071 Sędzia główny: Gabriela Malá Michelle Stapleton Sędziowie liniowi: Laura Gutauskas Adrienn Paulheim |

| 7 czerwca 2022 | Kanada | 3:1 | Szwecja | LaBahn Arena, Madison |

| Szczegóły      | Szczegóły                                                       | Szczegóły       | Szczegóły             | Szczegóły |
| -------------- | --------------------------------------------------------------- | --------------- | --------------------- | --- |
| Godzina: 16:00 | R. Kirchmair (EQ) 02:28 R. Hicks (EQ) 19:03 R. Hicks (EQ) 34:52 | (2:0, 1:1, 0:0) | 36:45 (PP) T. Kandell | Widzów: 896 Sędzia główny: Jenna Janshen Svenja Strohmenger Sędziowie liniowi: Magali Anex dit Chenaud Johanna Oksanen |
| Godzina: 16:00 | 14 min. kar                                                     |                 | 10 min. kar           | Widzów: 896 Sędzia główny: Jenna Janshen Svenja Strohmenger Sędziowie liniowi: Magali Anex dit Chenaud Johanna Oksanen |

| 7 czerwca 2022 | Stany Zjednoczone | 5:0 | Finlandia | LaBahn Arena, Madison |

| Szczegóły      | Szczegóły | Szczegóły       | Szczegóły  | Szczegóły                                                                                           |
| -------------- | --- | --------------- | ---------- | --------------------------------------------------------------------------------------------------- |
| Godzina: 20:00 | L. Edwards (PP) 06:48 T. Janecke (EQ) 13:42 F. McCarthy (EQ) 55:48 T. Janecke (PP) 57:04 L. Edwards (EQ) 57:15 | (2:0, 0:0, 3:0) |            | Widzów: 944 Sędzia główny: Amy Martin Michelle Stapleton Sędziowie liniowi: Sarah Buckner Erin Zach |
| Godzina: 20:00 | 2 min. kar |                 | 6 min. kar | Widzów: 944 Sędzia główny: Amy Martin Michelle Stapleton Sędziowie liniowi: Sarah Buckner Erin Zach |

| 9 czerwca 2022 | Finlandia | 3:4 | Szwecja | LaBahn Arena, Madison |

| Szczegóły      | Szczegóły                                                          | Szczegóły       | Szczegóły                                                                                 | Szczegóły                                                                                           |
| -------------- | ------------------------------------------------------------------ | --------------- | ----------------------------------------------------------------------------------------- | --------------------------------------------------------------------------------------------------- |
| Godzina: 16:00 | J. Schalin (EQ) 14:54 A. Makkonen (EQ) 30:05 P. Salonen (EQ) 45:00 | (1:2, 1:0, 1:2) | 10:43 (PP) I. Karlsson 17:23 (EQ) M. Markström 57:50 (EQ) E. Pfeffer 59:52 (EQ) J. Raunio | Widzów: 2121 Sędzia główny: Anna Kuroda Sara Strong Sędziowie liniowi: Sarah Buckner Julia Mannlein |
| Godzina: 16:00 | 6 min. kar                                                         |                 | 4 min. kar                                                                                | Widzów: 2121 Sędzia główny: Anna Kuroda Sara Strong Sędziowie liniowi: Sarah Buckner Julia Mannlein |

| 9 czerwca 2022 | Stany Zjednoczone | 7:0 | Kanada | LaBahn Arena, Madison |

| Szczegóły      | Szczegóły | Szczegóły       | Szczegóły   | Szczegóły                                                                                                  |
| -------------- | --- | --------------- | ----------- | --- |
| Godzina: 20:00 | M. Kaiser (PP) 04:46 M. Jordan (EQ) 14:02 A. Linsday (EQ) 17:28 M. Scannell (EQ) 25:29 K. Gorbatenko (EQ) 26:43 L. Edwards (PP) 50:22 St. Martin (PP) 51:09 | (3:0, 2:0, 2:0) |             | Widzów: 2180 Sędzia główny: Svenja Strohmenger Amanda Tassoni Sędziowie liniowi: Johanna Oksanen Erin Zach |
| Godzina: 20:00 | 8 min. kar |                 | 14 min. kar | Widzów: 2180 Sędzia główny: Svenja Strohmenger Amanda Tassoni Sędziowie liniowi: Johanna Oksanen Erin Zach |

## Grupa B
Tabela
| Lp. | Zespół     | M | Pkt | Z | Zd | Pd | P | G+ | G- | +/− |
| --- | ---------- | - | --- | - | -- | -- | - | -- | -- | --- |
| 1   | Czechy     | 3 | 9   | 3 | 0  | 0  | 0 | 12 | 2  | +10 |
| 2   | Słowacja   | 3 | 3   | 1 | 0  | 0  | 2 | 7  | 9  | -2  |
| 3   | Szwajcaria | 3 | 3   | 1 | 0  | 0  | 2 | 3  | 4  | -1  |
| 4   | Niemcy     | 3 | 3   | 1 | 0  | 0  | 2 | 5  | 12 | -7  |

    = awans do ćwierćfinałów     = baraż o utrzymanie w elicie
Wyniki
| 6 czerwca 2022 | Słowacja | 0:4 | Czechy | Bob Suter's Capitol Ice Arena, Middleton |

| Szczegóły      | Szczegóły  | Szczegóły       | Szczegóły                                                                                        | Szczegóły                                                                                        |
| -------------- | ---------- | --------------- | ------------------------------------------------------------------------------------------------ | ------------------------------------------------------------------------------------------------ |
| Godzina: 16:00 |            | (0:0, 0:2, 0:2) | 25:31 (EQ) A. Šapovalivová 28:24 (EQ) A. Trnková 44:58 (EQ) A. Šapovalivová 48:40 (PP) E. Hotová | Widzów: 233 Sędzia główny: Jenna Janshen Anna Kuroda Sędziowie liniowi: Julia Mannlein Erin Zach |
| Godzina: 16:00 | 8 min. kar |                 | 6 min. kar                                                                                       | Widzów: 233 Sędzia główny: Jenna Janshen Anna Kuroda Sędziowie liniowi: Julia Mannlein Erin Zach |

| 6 czerwca 2022 | Szwajcaria | 0:1 | Niemcy | Bob Suter’s Capitol Ice Arena, Middleton |

| Szczegóły      | Szczegóły  | Szczegóły       | Szczegóły           | Szczegóły                                                                                               |
| -------------- | ---------- | --------------- | ------------------- | --- |
| Godzina: 20:00 |            | (0:0, 0:0, 0:1) | 59:14 (EQ) L. Liang | Widzów: 250 Sędzia główny: Ilona Novotná Sara Strong Sędziowie liniowi: Johanna Oksanen Kamila Smetková |
| Godzina: 20:00 | 4 min. kar |                 | 12 min. kar         | Widzów: 250 Sędzia główny: Ilona Novotná Sara Strong Sędziowie liniowi: Johanna Oksanen Kamila Smetková |

| 7 czerwca 2022 | Czechy | 6:2 | Niemcy | Bob Suter’s Capitol Ice Arena, Middleton |

| Szczegóły      | Szczegóły | Szczegóły       | Szczegóły                                    | Szczegóły                                                                                                  |
| -------------- | --- | --------------- | -------------------------------------------- | --- |
| Godzina: 16:00 | T. Plosová (EQ) 17:55 L. Gruntová (EQ) 23:37 L. Gruntová (EQ) 24:37 T. Pištěková (PP) 41:18 A. Vaníčková (EQ) 42:05 T. Pištěková (EQ) 44:50 | (1:0, 2:1, 3:1) | 26:51 (EQ) L. Willeitner 58:16 (EQ) S. Voigt | Widzów: 307 Sędzia główny: Anna Kuroda Amanda Tassoni Sędziowie liniowi: Julia Mannlein Eva Mária Moleková |
| Godzina: 16:00 | 4 min. kar |                 | 8 min. kar                                   | Widzów: 307 Sędzia główny: Anna Kuroda Amanda Tassoni Sędziowie liniowi: Julia Mannlein Eva Mária Moleková |

| 7 czerwca 2022 | Szwajcaria | 3:1 | Słowacja | Bob Suter’s Capitol Ice Arena, Middleton |

| Szczegóły      | Szczegóły                                                       | Szczegóły       | Szczegóły               | Szczegóły |
| -------------- | --------------------------------------------------------------- | --------------- | ----------------------- | --- |
| Godzina: 20:00 | N. Harju (PP) 37:12 E. Gaberell (PP) 52:19 J. Surdez (SH) 59:12 | (0:0, 1:1, 2:0) | 23:17 (EQ) Z. Dobiášová | Widzów: 336 Sędzia główny: Charlotte Hurley Gabriela Malá Sędziowie liniowi: Laura Gutauskas Adrienn Paulheim |
| Godzina: 20:00 | 8 min. kar                                                      |                 | 8 min. kar              | Widzów: 336 Sędzia główny: Charlotte Hurley Gabriela Malá Sędziowie liniowi: Laura Gutauskas Adrienn Paulheim |

| 9 czerwca 2022 | Czechy | 2:0 | Szwajcaria | Bob Suter’s Capitol Ice Arena, Middleton |

| Szczegóły      | Szczegóły                                     | Szczegóły       | Szczegóły  | Szczegóły |
| -------------- | --------------------------------------------- | --------------- | ---------- | --- |
| Godzina: 16:00 | A. Vaníčková (EQ) 29:41 D. Malicka (EQ) 55:27 | (0:0, 1:0, 1:0) |            | Widzów: 509 Sędzia główny: Charlotte Hurley Amy Martin Sędziowie liniowi: Laura Gutauskas Eva Mária Moleková |
| Godzina: 16:00 | 10 min. kar                                   |                 | 4 min. kar | Widzów: 509 Sędzia główny: Charlotte Hurley Amy Martin Sędziowie liniowi: Laura Gutauskas Eva Mária Moleková |

| 9 czerwca 2022 | Niemcy | 2:6 | Słowacja | Bob Suter’s Capitol Ice Arena, Middleton |

| Szczegóły      | Szczegóły                                  | Szczegóły       | Szczegóły | Szczegóły |
| -------------- | ------------------------------------------ | --------------- | --- | --- |
| Godzina: 20:00 | L. Liang (EQ) 10:31 Y. Reichelt (EQ) 52:28 | (1:2, 0:1, 1:3) | 11:55 (PP) H. Fančovičová 16:36 (PP) N. Janeková 32:39 (EQ) B. Kapičáková 41:46 (EQ) E. Tóthová 44:02 (EQ) H. Fančovičová 56:13 (EQ) B. Kapičáková | Widzów: 213 Sędzia główny: Ilona Novotná Michelle Stapleton Sędziowie liniowi: Magali Anex dit Chenaud Kamila Smetková |
| Godzina: 20:00 | 6 min. kar                                 |                 | 2 min. kar | Widzów: 213 Sędzia główny: Ilona Novotná Michelle Stapleton Sędziowie liniowi: Magali Anex dit Chenaud Kamila Smetková |

## Turniej play-out
W fazie play-out w systemie do dwóch zwycięstw uczestniczyły dwie najsłabsze drużyny grupy B. Przegrany tej fazy spadł do pierwszej dywizji.
| 10 czerwca 2022 | Szwajcaria | 1:0 | Niemcy | Bob Suter’s Capitol Ice Arena, Middleton |

| Szczegóły      | Szczegóły            | Szczegóły       | Szczegóły  | Szczegóły                                                                                                   |
| -------------- | -------------------- | --------------- | ---------- | --- |
| Godzina: 16:00 | N. Herzig (PP) 51:27 | (0:0, 0:0, 1:0) |            | Widzów: 256 Sędzia główny: Charlotte Hurley Amanda Tassoni Sędziowie liniowi: Sarah Buckner Laura Gutauskas |
| Godzina: 16:00 | 4 min. kar           |                 | 6 min. kar | Widzów: 256 Sędzia główny: Charlotte Hurley Amanda Tassoni Sędziowie liniowi: Sarah Buckner Laura Gutauskas |

| 12 czerwca 2022 | Niemcy | 3:7 | Szwajcaria | Bob Suter’s Capitol Ice Arena, Middleton |

| Szczegóły      | Szczegóły                                                 | Szczegóły       | Szczegóły | Szczegóły                                                                                                 |
| -------------- | --------------------------------------------------------- | --------------- | --- | --- |
| Godzina: 14:30 | A. Gruß (EQ) 45:18 L. Liang (EQ) 52:16 A. Rose (EQ) 59:23 | (0:3, 0:3, 3:1) | 04:33 (PP) A. Rossel 13:50 (EQ) A. Bächler 19:50 (SH) A. Marti 23:04 (EQ) A. Marti 25:49 (EQ) J. Surdez 37:25 (EQ) E. Bargo Cuns 50:58 (EQ) C. Eggli | Widzów: 305 Sędzia główny: Charlotte Hurley Anna Kuroda Sędziowie liniowi: Julia Mannlein Johanna Oksanen |
| Godzina: 14:30 | 10 min. kar                                               |                 | 14 min. kar | Widzów: 305 Sędzia główny: Charlotte Hurley Anna Kuroda Sędziowie liniowi: Julia Mannlein Johanna Oksanen |

## Faza pucharowa
Ćwierćfinały
| 10 czerwca 2022 | Kanada | 7:0 | Słowacja | LaBahn Arena, Madison |

| Szczegóły      | Szczegóły | Szczegóły       | Szczegóły  | Szczegóły                                                                                             |
| -------------- | --- | --------------- | ---------- | --- |
| Godzina: 16:00 | M. Chantler (EQ) 00:52 M. Van Gelder (EQ) 09:31 A. Regalado (EQ) 25:32 K. Préfontaine (EQ) 30:25 A. Murphy (EQ) 41:36 J. Baxter (EQ) 52:25 E. Pais (EQ) 58:37 | (2:0, 2:0, 3:0) |            | Widzów: 1433 Sędzia główny: Anna Kuroda Amy Martin Sędziowie liniowi: Julia Mannlein Adrienn Paulheim |
| Godzina: 16:00 | 2 min. kar |                 | 6 min. kar | Widzów: 1433 Sędzia główny: Anna Kuroda Amy Martin Sędziowie liniowi: Julia Mannlein Adrienn Paulheim |

| 10 czerwca 2022 | Szwecja | 2:1 | Czechy | LaBahn Arena, Madison |

| Szczegóły      | Szczegóły                                | Szczegóły       | Szczegóły             | Szczegóły |
| -------------- | ---------------------------------------- | --------------- | --------------------- | --- |
| Godzina: 20:00 | N. Hall (EQ) 19:05 J. Raunio (PP2) 24:47 | (1:1, 1:0, 0:0) | 04:30 (PP) T. Plosová | Widzów: 1448 Sędzia główny: Svenja Strohmenger Sara Strong Sędziowie liniowi: Johanna Oksanen Kamila Smetková |
| Godzina: 20:00 | 14 min. kar                              |                 | 8 min. kar            | Widzów: 1448 Sędzia główny: Svenja Strohmenger Sara Strong Sędziowie liniowi: Johanna Oksanen Kamila Smetková |

Półfinały
| 12 czerwca 2022 | Finlandia | 1:2 | Kanada | LaBahn Arena, Madison |

| Szczegóły      | Szczegóły             | Szczegóły       | Szczegóły                                   | Szczegóły                                                                                               |
| -------------- | --------------------- | --------------- | ------------------------------------------- | --- |
| Godzina: 14:30 | T. Keränen (EQ) 26:52 | (0:1, 1:0, 0:1) | 15:04 (EQ) J. Iginla 50:30 (EQ) M. Chantler | Widzów: 2006 Sędzia główny: Sara Strong Amanda Tassoni Sędziowie liniowi: Sarah Buckner Kamila Smetková |
| Godzina: 14:30 | 2 min. kar            |                 | 6 min. kar                                  | Widzów: 2006 Sędzia główny: Sara Strong Amanda Tassoni Sędziowie liniowi: Sarah Buckner Kamila Smetková |

| 12 czerwca 2022 | Stany Zjednoczone | 3:2 | Szwecja | LaBahn Arena, Madison |

| Szczegóły      | Szczegóły                                                       | Szczegóły       | Szczegóły                                    | Szczegóły                                                                                              |
| -------------- | --------------------------------------------------------------- | --------------- | -------------------------------------------- | --- |
| Godzina: 18:30 | S. Morrow (EQ) 12:51 M. Scannell (EQ) 41:18 G. Dwyer (EQ) 53:29 | (1:0, 0:2, 2:0) | 28:04 (EQ) S. Lindell 32:27 (PP) M. Jungåker | Widzów: 2051 Sędzia główny: Amy Martin Michelle Stapleton Sędziowie liniowi: Laura Gutauskas Erin Zach |
| Godzina: 18:30 | 16 min. kar                                                     |                 | 6 min. kar                                   | Widzów: 2051 Sędzia główny: Amy Martin Michelle Stapleton Sędziowie liniowi: Laura Gutauskas Erin Zach |

Mecz o piąte miejsce
| 12 czerwca 2022 | Czechy | 7:2 | Słowacja | Bob Suter’s Capitol Ice Arena, Middleton |

| Szczegóły      | Szczegóły | Szczegóły       | Szczegóły                                      | Szczegóły |
| -------------- | --- | --------------- | ---------------------------------------------- | --- |
| Godzina: 18:30 | M. Mazancová (EQ) 22:16 T. Plosová (EQ) 25:13 A. Šapovalivová (EQ) 29:27 K. Veverková (EQ) 32:06 T. Pištěková (EQ) 36:25 T. Pištěková (PP) 39:33 P. Matějová (EQ) 49:38 | (0:1, 6:0, 1:1) | 14:57 (PP) E. Tóthová 51:38 (PP) E. Donovalová | Widzów: 326 Sędzia główny: Gabriela Malá Ilona Novotná Sędziowie liniowi: Magali Anex dit Chenaud Eva Mária Moleková |
| Godzina: 18:30 | 6 min. kar |                 | 8 min. kar                                     | Widzów: 326 Sędzia główny: Gabriela Malá Ilona Novotná Sędziowie liniowi: Magali Anex dit Chenaud Eva Mária Moleková |

Mecz o trzecie miejsce
| 13 czerwca 2022 | Finlandia | 3:0 | Szwecja | LaBahn Arena, Madison |

| Szczegóły      | Szczegóły                                                            | Szczegóły       | Szczegóły  | Szczegóły                                                                                             |
| -------------- | -------------------------------------------------------------------- | --------------- | ---------- | --- |
| Godzina: 15:30 | S. Vanhanen (PP) 35:04 S. Vanhanen (EQ) 46:36 S. Vanhanen (EQ) 51:15 | (0:0, 1:0, 2:0) |            | Widzów: 2273 Sędzia główny: Amy Martin Sara Strong Sędziowie liniowi: Laura Gutauskas Kamila Smetková |
| Godzina: 15:30 | 4 min. kar                                                           |                 | 8 min. kar | Widzów: 2273 Sędzia główny: Amy Martin Sara Strong Sędziowie liniowi: Laura Gutauskas Kamila Smetková |

Finał
| 13 czerwca 2022 | Stany Zjednoczone | 2:3 | Kanada | LaBahn Arena, Madison |

| Szczegóły      | Szczegóły                                 | Szczegóły       | Szczegóły                                                   | Szczegóły                                                                                                |
| -------------- | ----------------------------------------- | --------------- | ----------------------------------------------------------- | --- |
| Godzina: 19:30 | McCarthy (PP) 38:23 C. Enright (EQ) 38:30 | (0:1, 2:2, 0:0) | 05:35 (PP) A. Aubin 31:36 (EQ) A. Murphy 32:34 (EQ) J. Amos | Widzów: 2288 Sędzia główny: Michelle Stapleton Amanda Tassoni Sędziowie liniowi: Sarah Buckner Erin Zach |
| Godzina: 19:30 | 6 min. kar                                |                 | 8 min. kar                                                  | Widzów: 2288 Sędzia główny: Michelle Stapleton Amanda Tassoni Sędziowie liniowi: Sarah Buckner Erin Zach |

## Klasyfikacja końcowa
| Msc. | Reprezentacja     |
| ---- | ----------------- |
|      | Kanada            |
|      | Stany Zjednoczone |
|      | Finlandia         |
| 4    | Szwecja           |
| 5    | Czechy            |
| 6    | Słowacja          |
| 7    | Szwajcaria        |
| 8    | Niemcy            |

| Spadek do I Dywizji Grupy A w 2023: | Niemcy  |
| Awans do turnieju MŚ Elity w 2023:  | Japonia |

## Statystyki indywidualne
- Klasyfikacja strzelców:  Laila Edwards
 Tereza Pištěková: 4 gole[2]
- Klasyfikacja asystentów:  Sydney Morrow
 Tereza Plosová: 7 asyst[3]
- Klasyfikacja kanadyjska:  Tereza Plosová: 10 punktów[4]
- Klasyfikacja kanadyjska obrońców:  Sydney Morrow: 8 punktów[5]
- Klasyfikacja +/−:  Adéla Šapovalivová: +10[6]
- Klasyfikacja skuteczności interwencji bramkarzy:  Emilia Kyrkkö: 95,86%[7]
- Klasyfikacja średniej goli straconych na mecz bramkarzy:  Michaela Hesová: 1,05[7]
- Klasyfikacja minut kar:  Ida Karlsson: 12 minut[8]

## Nagrody indywidualne
Dyrektoriat turnieju wybrał trójkę najlepszych zawodniczek, po jednej na każdej pozycji:
- Bramkarz:  Emilia Kyrkkö
- Obrońca:  Tuva Kandell
- Napastnik:  Laila Edwards

## Media All Stars
Dziennikarze wybrali szóstkę zawodniczek składu gwiazd turnieju:
- Bramkarz:  Emilia Kyrkkö
- Obrońcy:  Sydney Morrow,  Sara Swiderski
- Napastnicy:  Adéla Šapovalivová,  Laila Edwards,  Sanni Vanhanen
- Najbardziej Wartościowy Zawodnik (MVP):  Laila Edwards